# National Lampoon's Gold Diggers
National Lampoon's Gold Diggers is een Amerikaanse  komediefilm uit 2003. De film werd heel slecht ontvangen en behaalde een zeldzame 0%-score op Rotten Tomatoes, wat betekent dat alle recensies verzamelt door de website negatief waren. De film draaide een week in de Amerikaanse bioscopen en bracht in zijn openingsweekend maar 400.000 dollar op.

## Plot
Twee onsuccesvolle dieven trouwen met twee rijke bejaarde vrouwen om na hun dood de erfenis op te eisen.

## Rolverdeling
- Will Friedle - Calvin Menhoffer
- Chris Owen - Leonard Smallwood
- Louise Lasser - Doris Mundt
- Renée Taylor - Betty Mundt
- Nikki Ziering - Charlene